# Steve Bannon
Stephen Kevin „Steve“ Bannon (* 27. listopadu 1953, Norfolk, USA) je americký podnikatel a politik, známý svými ultrapravicovými názory, stál za Cambridge Analyticou a zastával post poradce a de facto hlavního stratéga prezidenta Donalda Trumpa mezi lednem a srpnem 2017.

## Curriculum vitae
Bannon je bývalým důstojníkem amerického námořnictva, sloužil na torpédoborci Paul F. Foster. Z námořnictva pak odešel a začal pracovat jako investiční bankéř v bankovní společnosti Goldman Sachs. V roce 1990 založil vlastní investiční společnost.
V roce 2012 se stal výkonným předsedou zpravodajského portálu Breitbart News, který dává prostor názorům krajní pravice, populistickým a misogynním tématům. Podle agentury Reuters udělal ze svého portálu tribunu neonacistů, bílých rasistů a antisemitů.
Stál u založení společnosti Cambridge Analytica, která se proslavila zneužitím uživatelských dat od Facebooku k ovlivňování voleb několika zemí (např. Velké Británie, Nigérie, USA) skrz cílenou reklamu na uživatelskou základnu této aplikace. Této firmě je přičítán podíl na vítězství Donalda Trumpa v prezidentských volbách v roce 2016.
V srpnu 2016, kdy se stal vedoucím kampaně republikánského kandidáta Donalda Trumpa, ze své pozice na dobu kampaně dočasně odstoupil. Po výhře ve volbách si ho Trump vybral jako svého hlavního strategického poradce.
V srpnu 2017 byl z pozice strategického poradce propuštěn. Důvodem údajně byla vzrůstající nechuť Trumpa vůči jeho chování a taktizování. Oba zůstávají v kontaktu.

## Aktivity
Bannon je zakládajícím členem webové stránky Breitbart News, kterou finančně podporovala rodina Roberta Mercera. Po náhle a nečekané smrti Andrew Breitbarta v březnu 2012 se stal výkonným předsedou Breitbart News LLC, mateřské společnosti Breitbart News. V roce 2016 Bannon prohlásil webové stránky za „platformu pro pravici“. V lednu 2018 Bannon ze svého postu výkonného předsedy Breitbart News odešel.
V roce 2018 založil platformu s názvem „The Movement“ (hnutí), které soustřeďuje pravicově orientované populisty a mělo vytvořit protiváhu Sorosově Open Fund Society a současně položit EU. Hnutí má sídlo v Bruselu.
Téhož roku založil spolu s Benjaminem Harnwellem katolický vzdělávací institut Dignitatis Humanae Institute (DHI). Ten měl působit v prostorách kartuziánského kláštera, pronajatých od italského ministerstva kultury, pro účely školení budoucích nacionalistických lídrů. Italský ministr kultury Alberto Benisoli z Hnutí pěti hvězd inicioval vyšetřování, které vedlo ke zrušení smlouvy o pronájmu na 19 let.
Během své návštěvy Evropy, která měla propagovat jeho evropské iniciativy, se Bannon dočkal pozvání do České republiky od Alexandra Vondry, tehdejšího ředitele Centra transatlantických vztahů CEVRO Institutu, a Czechoslovak Group. Setkání se konalo v květnu a mezi posluchači byl například Petr Nečas nebo zakladatel institutu Ivan Langer. S Alexandrem Vondrou se setkal ve stejném roce také na konferenci The Future of Europe pořádané v Budapešti, která se zde konala v době maďarského předsednictví ve V4 a mezi přednášejícími byl například Milo Yiannopoulos.
V roce 2018 vydala Bannonova produkční společnost Victory Films dokument podporující Trumpa, Trump @War. Film si kladl za cíl vyburcoval jeho příznivce, aby šli k volbám a zajistili republikánskou většinu v Sněmovně reprezentantů.
V říjnu 2019 začal spolumoderovat denní podcast War Room: Impeachment, ve kterém nabízel rady Trumpově administrativě a spojencům, jak se chovat při ústavní žalobě podané na Donalda Trumpa.
Podcast pokračuje v tvorbě i nadále a poskytuje platformu pro témata vyhledávaná jeho cílovou skupinou – konspirační teorie o Covid-19, údajných podvržených amerických voleb, fiktivních koncentračních táborů pro americké občany vedoucí k Novému světovému řádu a další teorie často kopírující QAnnon.
V únoru 2023 americký think tank Brookings Institution, založený v roce 1916, publikoval studii, která uvedla, že Bannonův podcast se řadil mezi ty s největším poměrem lživých, zavádějících nebo nepotvrzených tvrzení z celkem 36 603 epizod produkovaných 79 politickými podcastery.

## Kritika

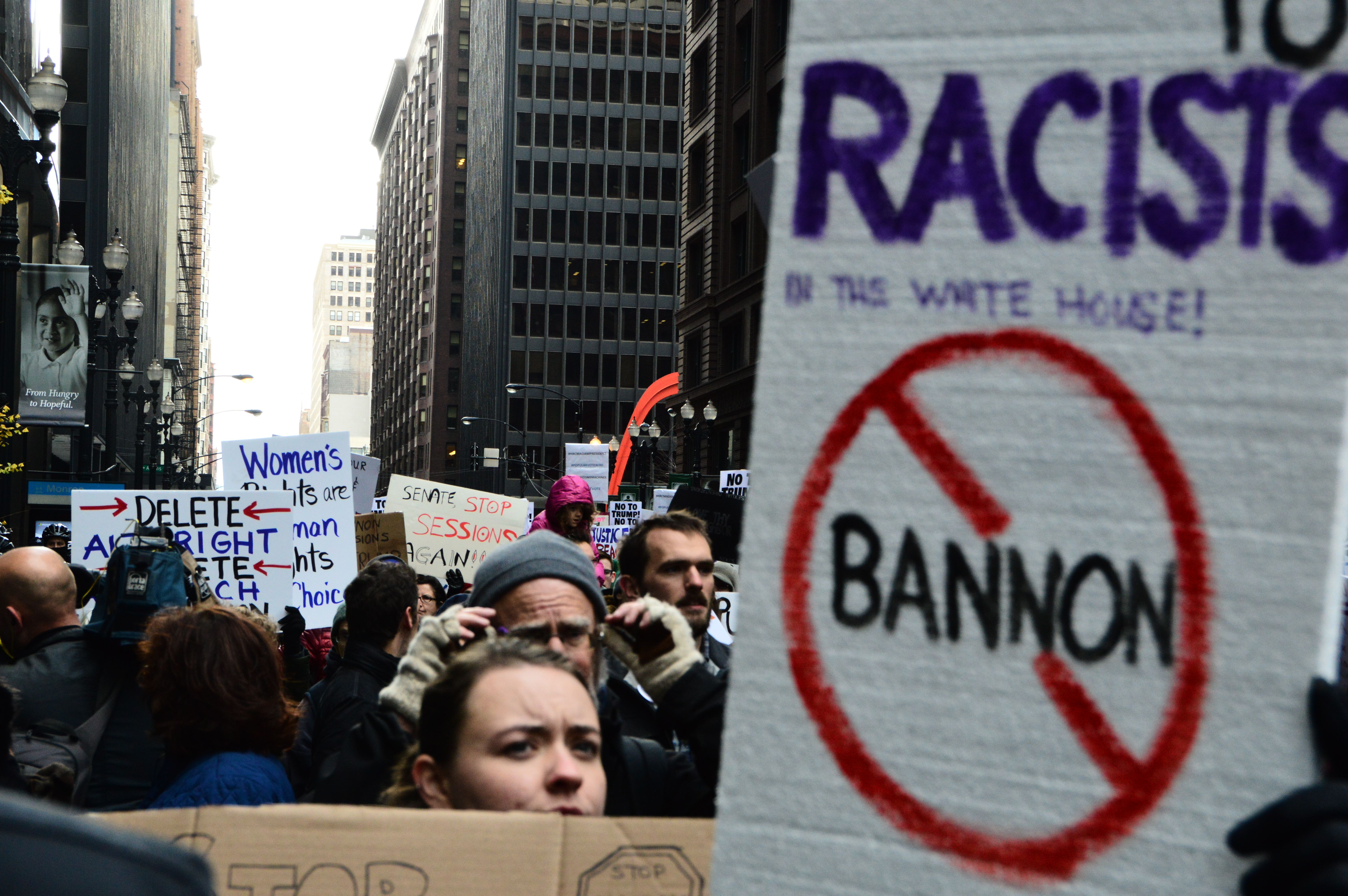
Demonstrace proti jmenování Bannona

Za jmenování Bannona do funkce hlavního poradce byl Trump ostře kritizován. Kritika vychází jednak z řad příznivců Demokratické strany, mnoho nepřátel však má Bannon i mezi republikánskými politiky.
Na svém webu Bannon opakovaně útočil na republikánského předsedu Sněmovny reprezentantů Paula Ryana, který pak sám Bannona na oplátku kritizoval.[zdroj⁠?!] Až do Bannonova odvolání z funkce poradce pro strategické otázky dne 18. srpna 2017 však oba politikové byli společně výraznými postavami v týmu prezidenta Trumpa.
Člen Sněmovny reprezentantů za Demokratickou stranu Adam Schiff prohlásil, že „(Bannonovy) ultrapravicové, protižidovské a sexistické názory do Bílého domu nepatří“.
V říjnu 2022 byl odsouzen ke 4 měsícům vězení a k pokutě 6500 dolarů za odmítnutí spolupráce při vyšetřování útoku na Kapitol Spojených států amerických 2021. Do vězení nastoupil 1. července 2024.
V únoru 2025 vystoupil na pravicové konferenci CPAC v Marylandu, kterou pořádala lobbistická organizace Americká konzervativní unie. Ve svém příspěvku vyzýval Trumpa ke třetímu volebnímu období v prezidentské funkci a podpořil hnutí Make America Great Again. Na závěr příspěvku vyzval publikum k boji a poté udělal gesto velmi připomínající hajlování.

## Názory a postoje
V lednu 2018 při rozhovoru s Bloombergem prohlásil: "Na Demokratech nezáleží. Tou skutečnou opozicí jsou média. A s těmi se vypořádá tak, že se zahltí informační prostor hovadinami". Tím vešel ve známost obrat "Flood the zone".
Je také považován za osobu, která zpopularizovala pojem "kulturní války". Data získaná skrz Cambridge Analytica si přál použít za cílem je rozdmíchat, jak vypovídal Christopher Wylie, whistleblower z této společnosti.
V lednu 2018 vyšla kniha bulvárnějšího rázu Fire and Fury: Inside the Trump White House (Oheň a běs: Uvnitř Trumpova Bílého domu) od Michaela Wolffa. Pozornost vyvolal Bannonův názor na jednání, která údajně vedl Donald Trump junior ve prospěch svého otce se zástupci Ruské federace v Trump Tower. Mělo se jednat o několik setkání, která si kladla za cíl získat možný kompromitující materiál proti politické oponentce Hillary Clintonové.
Bannon o schůzkách mluví jako o vlastizradě a tvrdí, že měla být informována FBI.
Trump se ihned distancoval od Bannona poté, co byly publikované úryvky z knihy. Tvrdil, že Bannon se zbláznil, když opustil Bílý dům. Také na Twitteru označil Bannona za "hastroše Steva"  a tvrdil, že autor "využil Hastroše Steva Bannona, který brečel, když byl propuštěný, a žadonil o práci. Teď je Hastroš Steve odkopnutý jako pes skoro všemi. Jaká smůla!" Bannon následně vyjádřil lítost ohledně jeho opožděné reakce a vyjádřil neochvějnou podporu Trumpovi a jeho agendě a pochválil jeho syna Donalda Trumpa Jr.. Bannon tvrdil, že jeho nelichotivé vyjádření k prezidentské kampani se měla týkat lobbisty Paula Manaforta.
Navzdory vyhrocené výměně názorů Bannon Trumpa chválí a Trump lichotivé komentáře opětuje. V roce 2019 Bannon v rozhovoru s CNBC chválil Trumpa jako skvělého lídra a vynikajícího kandidáta. 